# Исторические румынские ранги и титулы
Это глоссарий Исторических румынских рангов и титулов используемых в княжествах Молдова, Валахия и Трансильвания, а позже в Румынии. Многие из этих титулов имеют славянскую этимологию, некоторые греческую, латинскую и тюркскую этимологию; некоторые из них оригинальные (такие как armaș, paharnic, jitnicer and vistiernic). Некоторые боярские титулы соответствуют почётным функциям при дворе, но часто они также связаны и с реальными правительственными обязанностями.
Приставки Mare, vel и baș, румынского, славняского и турецкого происхождения соответственно, являются составными частями, используемыми с остальными титулами. Синонимично с византийским «Megas», они предшествуют титулу или рангу: Mare Vornic, Mare Stolnic, Vel Paharnic, Vel Pitar, Vel Logofăt, Baș Boier, и т. д.

## Средние века
| Название   | Этимология                                                                            | Описание |
| ---------- | ------------------------------------------------------------------------------------- | --- |
| Aprod      | венг. apród                                                                           | Чиновник, ответственный за юстицию или фискальные дела, или представляющий гостя при дворе. |
| Armaș      | рум. Armă, arm + суффикс -aș                                                          | Чиновник, ответственный за безопасность, тюрьмы и наказания. |
| Ban        | вероятно сармадского, персидского или аварского происхождения                         | Титул средневековых правителей регионов Валахии (Олтении и Северина) с 13 века. Валашские баны были военными правителями. Территория, которой правил бан, в Валахии называлась «банат» (см. регион Банат). |
| Becer      | рум. beci, погреб (половецкого происхождения)                                         | Придворный повар. |
| Boier      | слав. bolyarin                                                                        | Потомственный аристократ (см. Бояре). |
| Cămăraș    | рум. cămară, кладовая                                                                 | Чиновник, ответственный за комнаты и кладовые двора. |
| Căminar    | рум. camină, налог, из славянских языков                                              | Чиновник, ответственный за сбор некоторых налогов (изначально налогов с воска). |
| Chelar     | греч. kellarios, в конечном счёте от лат. cellarium, кладовая                         | Чиновник, ответственный за придворные погреба и продовольственные склады. |
| Clucer     | слав. kliučiari, от слова «Ключ»                                                      | Боярский титул. Чиновник, ответственный за придворное хозяйство и челядь, сродни Master of the Royal Court, а также русскому боярскому титулу ключник.                                                     |
| Cneaz      | слав. Knyaz, в конечном счёте из немецкого языка                                      | Вождь или судья нескольких сёл. |
| Condicar   | рум. condică, регистрационная книга, от греч. kódik                                   | Чиновник, ответственный за придворные архивы, архивист. |
| Comis      | греч. kómis                                                                           | Боярский титул. Шталмейстер. |
| Cupar      | рум. cupă                                                                             | Боярин, разливающий напитки во время трапезы. |
| Domn       | рум. a domni, править, лат. Dominus, господин/хозяин                                  | Титул правителей Валахии и Молдавии. |
| Domnitor   | (он), кто господин, от рум. Domn, господин                                            | Официальный титул правителей Румынии между 1859 и 1881 (неофициально использовался и ранее). |
| Dregător   | рум. a drege, назначать                                                               | Общее название большинства должностных лиц при дворе, чьи функции ранжировались от советников до административных, судебных или военных организаторов.                                                     |
| Jitnicer   | рум. jitniță, амбар, от слав. žitnica, происходит от žito, рожь                       | Боярский титул. Должностное лицо, ответственное за придворные амбары. |
| Jude       | лат. 'judex, сродни рум. județ, жудец                                                 | Судья или мэр региона. |
| Grămătic   | греч. grammatikós                                                                     | Секретарь. |
| Hatman     | сродни Hetman, из польского языка, в конечном счёте из немецкого языка                | Боярский титул. Молдавский эквивалент спэтаря. |
| Hospodar   | южнослав. gospodar                                                                    | Титул правителей Валахии и Молдавии в славянских документах. |
| Ispravnic  | слав. izpravnik                                                                       | Представитель домнитора в округе. |
| Logofăt    | греч. logothetēs                                                                      | Боярский титул. Канцлер. |
| Medelnicer | слав. «medelnica», умывальник                                                         | Боярский титул; буквально, человек, который льёт воду на руки, чтобы вымыть их перед трапезой. |
| Paharnic   | Славянский корень «чаша»/«кубок»/«кружка» (pohar/pucharz) сродни рум. pahar, «стакан» | Боярский титул. Должностное лицо, ответственное за поставки вина, слабо соответствует «Royal Cup-bearer», сродни польскому Cześnik, но с другой этимологией.                                               |
| Pârcălab   | венг. porkoláb                                                                        | Глава округа (жудеца). |
| Pârgar     | нем. Bürger, посредством венг. polgár.                                                | Член городского совета. |
| Pitar      | от. Пита                                                                              | Боярский титул. Должностное лицо, ответственное за поставки хлеба ко двору. |
| Polcovnic  | сродни Полковник                                                                      | Командир полка. |
| Portar     | рум. Poartă, ворота                                                                   | Боярский титул. Привратник, например Portar de Suceava. |
| Postelnic  | слав. postel, «постель»; сродни русскому Постельничий                                 | Боярский титул; буквально «ответственный за спальню государя»; слабо соответствует Chamberlain. |
| Șătrar     | южнослав. šatra                                                                       | Боярский титул. Должностное лицо (боярин), ответственное за палаточный лагерь во время войны. |
| Sfetnic    | слав. suvetnik                                                                        | Советник воеводы/домнитора. |
| Spătar     | греч. spatharios                                                                      | Боярский титул. В Валахии, держатель государева меча и палицы, а также второе лицо в армии после воеводы.                                                                                                  |
| Staroste   | слав. Starosta                                                                        | Цеховой мастер, лидер гильдии (breaslă в Молдове, isnaf в Валахии). |
| Stolnic    | слав. Stolnik                                                                         | Боярский титул и позиция при дворе, сенешаль, должностное лицо, ответственное за стол государя. |
| Sluger     | слав. služar                                                                          | Боярский титул. Должностное лицо, ответственное за поставки мяса ко двору. |
| Vătaf      | слав. vatah                                                                           | Надзиратель любого рода (Vătaful divanului, Vătaf de agie, Vătaf de plai, Vătaf de hotar, и т. д.). |
| Vistier    | лат. vestiarius, должностное лицо, ответственное за одежду                            | Боярский титул. Казначей. |
| Voievod    | слав. Voivode                                                                         | правящий принц, главнокомандующий армии, титул валашских и молдавских правителей; также известны как domnitori.                                                                                            |
| Vornic     | сродни словацкому nádvorník                                                           | Боярский титул. Должностное лицо, ответственное за юстицию и внутренние дела. |